# Comuna Birkî, Velîka Bahacika
Birkî (în ucraineană Бірки) este o comună în raionul Velîka Bahacika, regiunea Poltava, Ucraina, formată din satele Balandî, Birkî (reședința), Stinkî și Vîșneakivka.

## Demografie
Componența lingvistică a comunei Birkî
     Ucraineană (96,15%)
     Rusă (3,56%)
     Alte limbi (0,3%)
Conform recensământului din 2001, majoritatea populației comunei Birkî era vorbitoare de ucraineană (96,15%), existând în minoritate și vorbitori de rusă (3,56%).